# Vrnogračka Slapnica
Vrnogračka Slapnica falu Bosznia-Hercegovinában, a Bosznia-hercegovinai Föderáció Una-Szanai kantonjában. Közigazgatásilag Velika Kladušához tartozik.

## Fekvése
Bosznia-Hercegovina északnyugati részén, Bihácstól légvonalban 38, közúton 55 km-re északra, Velika Kladušától légvonalban 10, közúton 14 km-re keletre levő dombos, erdős vidéken, a Velika Kladušát Bužimmal összekötő főút mentén, a Slapnica-patak völgyében és a környező dombokon fekszik. 

## Népessége
| Nemzetiségi csoport | Népesség 1991 | Népesség 2013 |
| ------------------- | ------------- | ------------- |
| Szerb               | 0             | 1             |
| Bosnyák             | 657           | 644           |
| Horvát              | 0             | 15            |
| Jugoszláv           | 5             | 0             |
| Egyéb               | 1             | 102           |
| Összesen            | 663           | 762           |